# Tambunan (district)
Tambunan is een district in de Maleisische deelstaat Sabah.
Het district telt 36.000 inwoners op een oppervlakte van 1300 km².